# Melchior Treub
Melchior Treub (født 26. december 1851 i Voorschoten, død 30. oktober 1910 i Saint-Raphaël) var en hollandsk botaniker, bror til Hector og Willem Treub.
Han studerede botanik, tog doktorgraden og rejste 1880 til Java for der at overtage ledelsen af den store botaniske og kolonial-økonomiske have, s’Lands Plantentuin, i Buitenzorg samt de dertil knyttede videnskabelige, botaniske anstalter. Treub var en fremragende forsker, som særlig har beskæftiget sig med anatomiske og udviklingshistoriske arbejder, hvoraf de vigtigste er publicerede i det i Leyden udgivne, men af Treub redigerede, tvangfri tidsskrift Annales du jardin botanique de Buitenzorg. Opholdet i Buitenzorg, hvis pragtfulde og rige planteverden har skaffet udmærket og rigeligt undersøgelsesmateriale af mange planter, som enten slet ikke eller i alt fald vanskeligt kunne studeres i Europa, har gennem Treubs studier bragt videnskaben mange og udmærkede, ofte uventede resultater. Her kan således nævnes opdagelse af chalazogamien hos Casuarina, af den apogame kimdannelse hos de mærkværdige Balanophoraceer, studierne over blåsyredannelsen hos Pangium edule, over forkimene hos urskovsformer af Lycopodium, over kimdannelse uden befrugtning hos visse Ficusarter; af hans ældre arbejder kan nævnes: Le méristème primitif de la racine des Monocotylédones (Leyden 1876, med 8 tavler), Sur les organes de la végétation du Selaginella (Leyden 1877, med 5 tavler), Contribution à l’anatomie, à la physiologie et au dévéloppement des plantes (Leyden 1882, med 15 tavler). Som organisator og leder af de videnskabelige anstalter i Buitenzorg, der har spillet så stor en rolle for mange europæiske videnskabsmænd, er Treubs betydning også overordentlig og bør særlig fremhæves. Slægten Treubella af Sapotaceernes familie er af Pierre og Treubia, en halvmos, af Goebel opkaldt efter ham.